# Jurassic World Rebirth
Jurassic World Rebirth, är en amerikansk science fiction-äventyrsfilm från 2025. Filmen är regisserad av Gareth Edwards, med manus skrivet av David Koepp. Den är uppföljaren till Jurassic World Dominion från 2022 och den sjunde delen i Jurassic Park-franchisen.
Filmen hade biopremiär i Sverige den 2 juli 2025, utgiven av Universal Pictures.

## Rollista
Källa: 
- Scarlett Johansson – Zora Bennett
- Jonathan Bailey – Dr. Henry Loomis
- Manuel Garcia-Rulfo – Reuben Delgado
- Mahershala Ali – Duncan Kincaid
- Rupert Friend – Martin Krebs
- Luna Blaise
- David Iacono
- Audrina Miranda
- Béchir Sylvain
- Philippine Velge
- Ed Skrein

## Produktion

### Utveckling
I slutet av januari 2024 tillkännagavs det att en ny Jurassic World-film utvecklades av Universal Pictures, där David Koepp skrev manuset efter att han tidigare arbetat på Jurassic Park (1993) och dess uppföljare The Lost World: Jurassic Park (1997). Liksom Jurassic World-filmerna skulle den nya filmen produceras av Frank Marshall och Patrick Crowley genom The Kennedy/Marshall Company, medan Steven Spielberg skulle återvända som exekutiv producent genom Amblin Entertainment. Filmen skulle enligt uppgift lansera en ny "Jurassic-era" med en helt ny handling. Karaktärerna från Jurassic Park och Jurassic World-trilogierna, som har spelats av skådespelarna Sam Neill, Laura Dern, Jeff Goldblum, Chris Pratt och Bryce Dallas Howard, skulle sannolikt inte återvända.
I början av februari 2024 var det prat om att David Leitch var en kandidat till att regissera filmen, men senare samma månad bekräftades det att Gareth Edwards skulle få den rollen.

### Inspelning
Filmen började spelas in den 13 juni 2024 i Thailand, med inspelningsplatser som Bangkok, Phuket och Khao Phanom Bencha National Park. Från och med juli 2024 pågår inspelningarna i några månader på Malta Film Studios i Il-Kalkara, för att sedan avslutas på Sky Studios Elstree i London i oktober samma år.